# Esvres
Esvres – miejscowość i gmina we Francji, w Regionie Centralnym, w departamencie Indre i Loara.
Według danych na rok 1990 gminę zamieszkiwały 4234 osoby, a gęstość zaludnienia wynosiła 118 osób/km² (wśród 1842 gmin Regionu Centralnego Esvres plasuje się na 79. miejscu pod względem liczby ludności, natomiast pod względem powierzchni na miejscu 230.).